# Harlem Meer

Het Harlem Meer en Dana Discovery Center (verre oever)

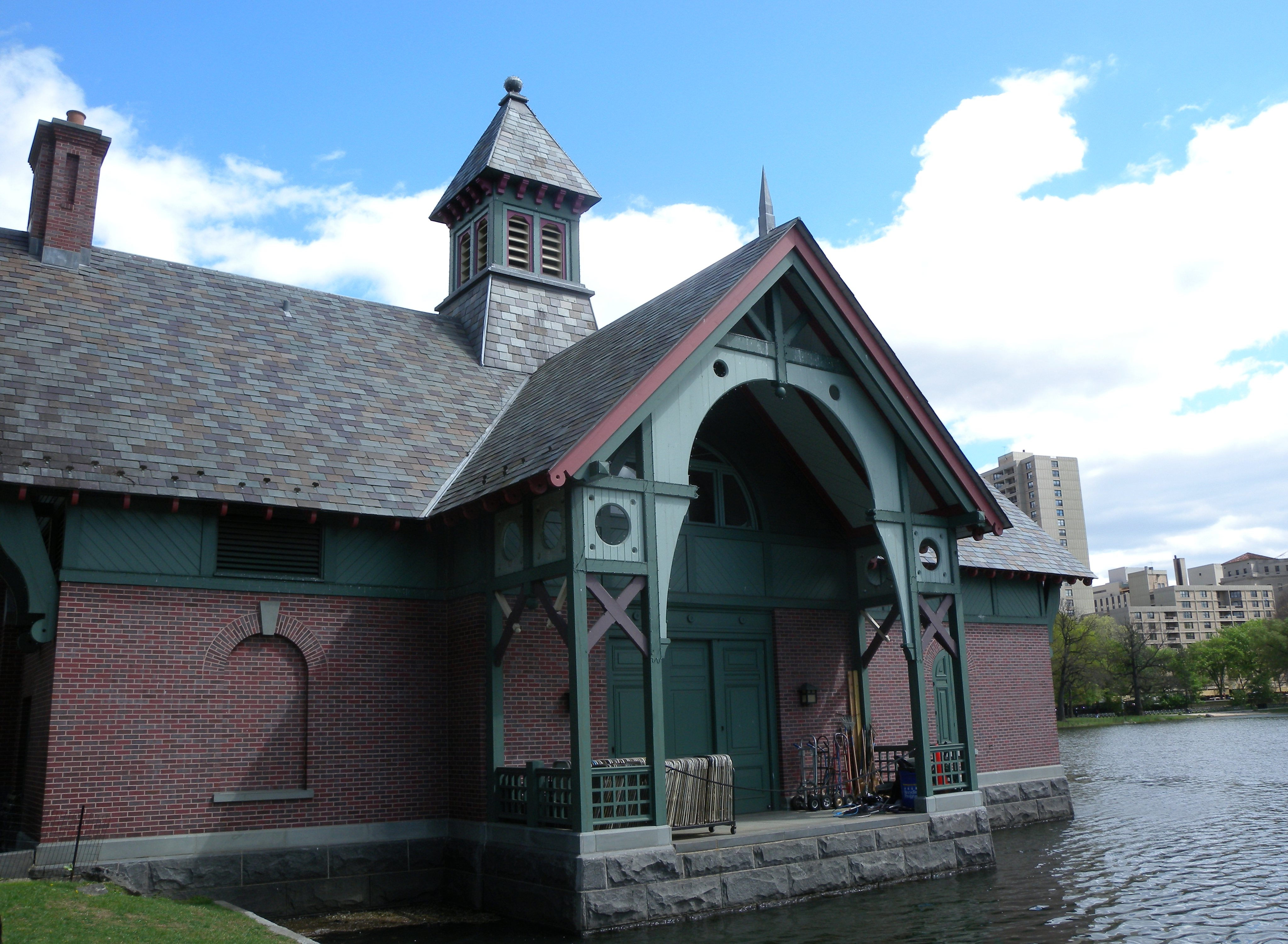
Dana Discovery Center

Harlem Meer (met het Nederlandse woord "Meer") beslaat de noordoosthoek van Central Park in New York, in een deel van het park dat later is toegevoegd, aangezien het park oorspronkelijk bij 106th Street ophield. Het meer heeft een meanderende en gevarieerde kust en ligt ten noorden van Conservatory Garden en ten oosten van het Blockhouse. Het meer is 45 000 m² groot en heeft een omtrek van 1,2 km.
The Meer, zoals Frederick Law Olmsted en Calvert Vaux het noemden, is gegraven in het laagste deel van het park, voorheen een drasland dat langzaam leegliep in de East River en Harlem Commons genoemd werd. Dit scheidde Harlem van Manhattan Island. Om het moeras te ontwijken liep de Boston Post Road ten westen wat het park zou worden. Het werk aan het meer werd uitgevoerd door Andrew Haswell Green, naar de specificaties van Olmstead en Vaux uit 1861.
Tussen 1988 en 1993 werd de betonnen oever uit de jaren 40 verwijderd zodat Harlem Meer weer natuurlijk-lijkende oevers heeft. Het meer werd verder ontdaan van 26 000 m³ sediment en vuil en opnieuw gebaggerd. Op de noordoever werd het Charles A. Dana Discovery Center gebouwd, in een stijl die moest passen bij Calvert Vauxs oorspronkelijke bebouwing in het park. Naast het meer worden in de laatste week van mei en de eerste week van september de Harlem Meer Performance Festivals gehouden.
Een eilandje in het meer is een rustplek voor waterdieren, vooral voor de kwak. Ook heeft het meer een permanente bevolking muskusratten.